# Jakob Breum
Jakob Breum Martinsen (født 17. november 2003) er en dansk professionel fodboldspiller, der spiller som kantspiller for hollandske Go Ahead Eagles.

## Eksterne links
- Jakob Breum i DBU's Landsholdsdatabase